# Zelfkant

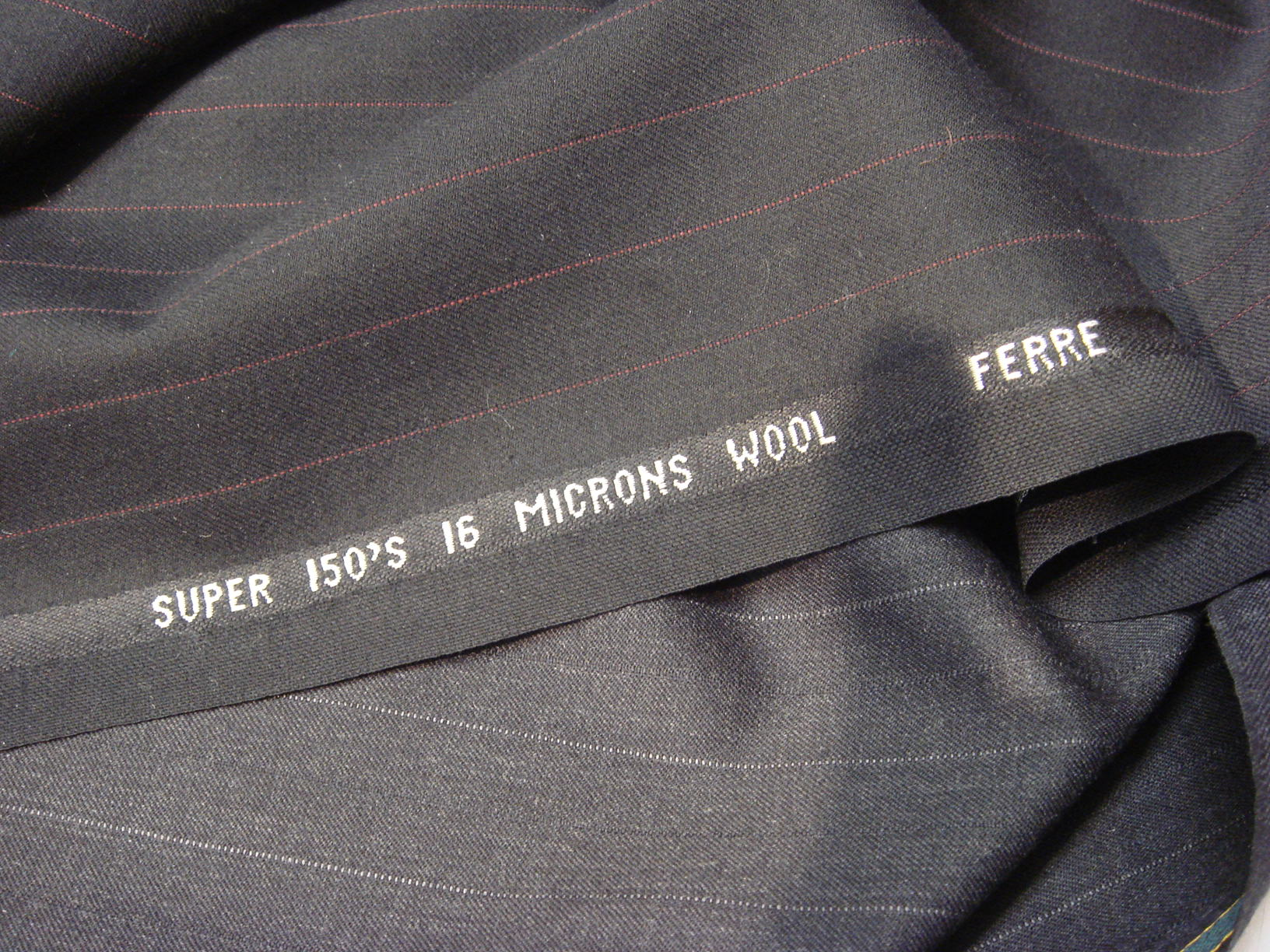
Zelfkant aan een wollen kostuumstof

De zelfkant (synoniemen buitenrand, neg, negge en egge) is de "natuurlijke" rand van een lap geweven stof, daar waar de inslagdraden van richting veranderen. Een geweven lap stof heeft twee zelfkanten.
Omdat alleen bij een weefgetouw met een schietspoel de inslag van richting verandert kan ook alleen met deze machine een echte zelfkant geweven worden. Bij de moderne weefmachines moet met een imitatiezelfkant gewerkt worden.
Bij gebruik van een lap stof in bijvoorbeeld kleding zal een echte zelfkant niet rafelen en hoeft ook niet extra afgewerkt te worden, in tegenstelling tot daar waar de stof geknipt werd. Meestal wordt de zelfkant in kleding echter niet verwerkt, omdat de binding en dus het uiterlijk van de zelfkant anders is dan die van het weefsel. In bijvoorbeeld beddengoed wordt de kant wel verwerkt.
Aan de zelfkant is te zien, bijvoorbeeld door een bedrukking met tekst zoals in de afbeelding hiernaast, wat de goede en wat de verkeerde kant van de stof is. De tekst op de zelfkant geeft vaak het type stof en het materiaal aan. Als er geen bedrukking is, is de verkeerde kant van de stof te vinden op de zijde waar randen van de vaak aanwezige gaatjes in de zelfkant naartoe wijzen.

## Zelfkant van de maatschappij
Omdat bij ingeweven patronen langs de rand het weefpatroon vereenvoudigd moest worden is de rand stof langs de zelfkant anders van uiterlijk, en vaak minder aantrekkelijk. Hierdoor is zelfkant in overdrachtelijke zin ook de betekenis van "de onaangename kant van iets" gaan krijgen, men heeft het bijvoorbeeld over de "zelfkant van de samenleving" als men groepen mensen bedoelt die zich niet aan de gevestigde regels houden.
De term zelfkant van de maatschappij doelt dan ook op mensen die aan de rand van de maatschappij leven, zoals verschoppelingen, zwervers, armoedzaaiers, asocialen, etc. Het zijn allen mensen die op de een of andere manier niet willen of kunnen passen in de maatschappij.

## Zelfkant bij Jack Vance
In Nederlandse vertalingen van een aantal boeken van de schrijver Jack Vance is de Zelfkant het gebied in het bewoonde universum waar de gangbare regels niet gelden en waar de normale autoriteiten geen zeggenschap hebben. De Zelfkant heeft zijn eigen regels, die echter per planeet of per gemeenschap kunnen verschillen.

## Zelfkant, overige betekenissen
De Zelfkant kan verder verwijzen naar het stripverhaal Heer Bommel en de zelfkant van Marten Toonder en het is een alternatieve benaming voor de Noord-Brabantse plaats Haps.